# Mesanthura floridensis
Mesanthura floridensis är en kräftdjursart som beskrevs av Menzies och William L. Kruczynski 1983. Mesanthura floridensis ingår i släktet Mesanthura och familjen Anthuridae. Inga underarter finns listade i Catalogue of Life.